# Canadá nos Jogos Olímpicos de Verão de 1996
O Canadá competiu nos Jogos Olímpicos de Verão de 1996 em Atlanta, nos Estados Unidos. A delegação foi composta por 303 desportistas.

## Medalhas
| Lesley Thompson Tosha Tsang Anna van der Kamp Heather McDermid Jessica Monroe | Emma Robinson Alison Korn Theresa Luke Maria Maunder |

| Erin Woodley Kasia Kulesza Cari Read Janice Bremner Lisa Alexander | Sylvie Fréchette Valerie Hould-Marchand Karen Clark Christine Larsen Karen Fonteyne |

## Desempenho

### Atletismo
Masculino
| Atleta                                                                   | Evento                | Eliminatórias | Eliminatórias | Quartas-de-final | Quartas-de-final | Semifinais  | Semifinais  | Final       | Final           |
| Atleta                                                                   | Evento                | Res.          | Pos.          | Res.             | Pos.             | Res.        | Pos.        | Res.        | Pos.            |
| ------------------------------------------------------------------------ | --------------------- | ------------- | ------------- | ---------------- | ---------------- | ----------- | ----------- | ----------- | --------------- |
| Donovan Bailey                                                           | 100 m                 | 10.24         | 1º/bat. 11    | 10.05            | 2º/bat. 2        | 10.00       | 2º/bat. 1   | 9.84        | Medalha de ouro |
| Bruny Surin                                                              | 100 m                 | 10.18         | 2º/bat. 1     | 10.13            | 2º/bat. 5        | 10.13       | 5º/bat. 2   | Não avançou | Não avançou     |
| Glenroy Gilbert                                                          | 100 m                 | 10.34         | 2º/bat. 12    | 10.28            | 5º/bat. 1        | Não avançou | Não avançou | Não avançou | Não avançou     |
| O'Brian Gibbons                                                          | 200 m                 | 20.79         | 5º/bat. 7     | DNS              | DNS              | Não avançou | Não avançou | Não avançou | Não avançou     |
| Carlton Chambers                                                         | 200 m                 | 21.32         | 6º/bat. 10    | Não avançou      | Não avançou      | Não avançou | Não avançou | Não avançou | Não avançou     |
| Peter Ogilvie                                                            | 200 m                 | 22.00         | 7º/bat. 6     | Não avançou      | Não avançou      | Não avançou | Não avançou | Não avançou | Não avançou     |
| Graham Hood                                                              | 1500 m                | DNF           | DNF           |                  |                  | Não avançou | Não avançou | Não avançou | Não avançou     |
| Jeff Schiebler                                                           | 10000 m               | 29:47.79      | 21º/bat. 2    |                  |                  |             |             | Não avançou | Não avançou     |
| Peter Fonseca                                                            | Maratona              |               |               |                  |                  |             |             | 2:17:28     | 21º             |
| Carey Nelson                                                             | Maratona              |               |               |                  |                  |             |             | 2:19:39     | 35º             |
| Bruce Deacon                                                             | Maratona              |               |               |                  |                  |             |             | 2:19:56     | 39º             |
| Tim Kroeker                                                              | 110 m com barreiras   | 13.74         | 5º/bat. 7     | 14.14            | 8º/bat. 4        | Não avançou | Não avançou | Não avançou | Não avançou     |
| Joël Bourgeois                                                           | 3000 m com obstáculos | 8:28.14       | 4º/bat. 2     |                  |                  | 8:31.45     | 7º/bat. 1   | Não avançou | Não avançou     |
| Robert Esmie Glenroy Gilbert Bruny Surin Donovan Bailey Carlton Chambers | Revezamento 4x100 m   | 38.68         | 1º/bat. 2     |                  |                  | 38.36       | 1º/bat. 1   | 37.69       | Medalha de ouro |
| Martin St. Pierre                                                        | 20 km marcha atlética |               |               |                  |                  |             |             | 1:26:37     | 36º             |
| Arturo Huerta                                                            | 20 km marcha atlética |               |               |                  |                  |             |             | 1:28:23     | 42º             |
| Tim Berrett                                                              | 50 km marcha atlética |               |               |                  |                  |             |             | 3:51:28     | 10º             |
| Charles Lefrançois                                                       | Salto em altura       | 2,26 m        | 15º           |                  |                  |             |             | Não avançou | Não avançou     |
| Richard Duncan                                                           | Salto em distância    | 7,61 m        | 34º           |                  |                  |             |             | Não avançou | Não avançou     |
| Brad Snyder                                                              | Arremesso de peso     | 17,98 m       | 31º           |                  |                  |             |             | Não avançou | Não avançou     |
| Jason Tunks                                                              | Arremesso de disco    | 55,58 m       | 33º           |                  |                  |             |             | Não avançou | Não avançou     |
| Mike Smith                                                               | Decatlo               |               |               |                  |                  |             |             | 8271 pts    | 13º             |

Feminino
| Atleta                                                   | Evento                | Eliminatórias | Eliminatórias | Quartas-de-final | Quartas-de-final | Semifinais  | Semifinais  | Final       | Final       |
| Atleta                                                   | Evento                | Res.          | Pos.          | Res.             | Pos.             | Res.        | Pos.        | Res.        | Pos.        |
| -------------------------------------------------------- | --------------------- | ------------- | ------------- | ---------------- | ---------------- | ----------- | ----------- | ----------- | ----------- |
| Tara Perry                                               | 200 m                 | 23.46         | 6º/bat. 5     | Não avançou      | Não avançou      | Não avançou | Não avançou | Não avançou | Não avançou |
| LaDonna Antoine                                          | 400 m                 | 51.99         | 4º/bat. 4     | 52.03            | 6º/bat. 2        | Não avançou | Não avançou | Não avançou | Não avançou |
| Charmaine Crooks                                         | 800 m                 | 2:00.27       | 6º/bat. 3     |                  |                  | Não avançou | Não avançou | Não avançou | Não avançou |
| Leah Pells                                               | 1500 m                | 4:13.17       | 8º/bat. 1     |                  |                  | 4:06.26     | 4º/bat. 2   | 4:03.56     | 4º          |
| Paula Schnurr                                            | 1500 m                | 4:29.67       | 10º/bat. 3    |                  |                  | Não avançou | Não avançou | Não avançou | Não avançou |
| Kathy Butler                                             | 5000 m                | 15:47.50      | 8º/bat. 2     |                  |                  |             |             | Não avançou | Não avançou |
| Robyn Meagher                                            | 5000 m                | 16:24.49      | 14º/bat. 3    |                  |                  |             |             | Não avançou | Não avançou |
| Danuta Bartoszek                                         | Maratona              |               |               |                  |                  |             |             | 2:37:06     | 32º         |
| May Allison                                              | Maratona              |               |               |                  |                  |             |             | 2:44:38     | 52º         |
| Katie Anderson                                           | 100 m com barreiras   | 12.86         | 1º/bat. 1     | 13.17            | 7º/bat. 3        | Não avançou | Não avançou | Não avançou | Não avançou |
| Lesley Tashlin                                           | 100 m com barreiras   | 13.61         | 7º/bat. 2     | Não avançou      | Não avançou      | Não avançou | Não avançou | Não avançou | Não avançou |
| Sonia Paquette                                           | 100 m com barreiras   | 13.29         | 7º/bat. 3     | Não avançou      | Não avançou      | Não avançou | Não avançou | Não avançou | Não avançou |
| Rosey Edeh                                               | 400 m com barreiras   | 55.64         | 4º/bat. 2     |                  |                  | 54.49       | 3º/bat. 2   | 54.39       | 6º          |
| Katie Anderson Tara Perry LaDonna Antoine Lesley Tashlin | Revezamento 4x100 m   | 44.34         | 5º/bat. 3     |                  |                  |             |             | Não avançou | Não avançou |
| Janice McCaffrey                                         | 10 km marcha atlética |               |               |                  |                  |             |             | 45:47       | 25º         |
| Tina Poitras                                             | 10 km marcha atlética |               |               |                  |                  |             |             | 46:51       | 32º         |
| Nicole Devonish                                          | Salto em distância    | 5,74 m        | 34º           |                  |                  |             |             | Não avançou | Não avançou |
| Catherine Bond-Mills                                     | Heptatlo              |               |               |                  |                  |             |             | 5235 pts    | 25º         |

### Badminton
Masculino
| Atleta                    | Evento  | Fase de 64             | Fase de 32                         | Fase de 16             | Quartas                | Semifinais             | Final                  | Final       |
| Atleta                    | Evento  | Adversário e resultado | Adversário e resultado             | Adversário e resultado | Adversário e resultado | Adversário e resultado | Adversário e resultado | Pos.        |
| ------------------------- | ------- | ---------------------- | ---------------------------------- | ---------------------- | ---------------------- | ---------------------- | ---------------------- | ----------- |
| Iain Sydie                | Simples | AUS M. Hocking V 2–0   | SUI T. Wapp V 2–0                  | KOR Lee G-J. D 0–2     | Não avançou            | Não avançou            | Não avançou            | Não avançou |
| Jaimie Dawson             | Simples | SUR O. Brandon V 2–0   | CHN Yu L. D 0–2                    | Não avançou            | Não avançou            | Não avançou            | Não avançou            | Não avançou |
| Anil Kaul Iain Sydie      | Duplas  |                        | MAS Tan KH. – Soo BK. D 0–2        | Não avançou            | Não avançou            | Não avançou            | Não avançou            | Não avançou |
| Darryl Yung Jaimie Dawson | Duplas  |                        | DEN C. Jakobsen – J. Eriksen D 0–2 | Não avançou            | Não avançou            | Não avançou            | Não avançou            | Não avançou |

Feminino
| Atleta                   | Evento  | Fase de 64                          | Fase de 32             | Fase de 16             | Quartas                | Semifinais             | Final                  | Final       |
| Atleta                   | Evento  | Adversário e resultado              | Adversário e resultado | Adversário e resultado | Adversário e resultado | Adversário e resultado | Adversário e resultado | Pos.        |
| ------------------------ | ------- | ----------------------------------- | ---------------------- | ---------------------- | ---------------------- | ---------------------- | ---------------------- | ----------- |
| Denyse Julien            | Simples | TRI D. O'Connor V 2–0               | TPE Huang C-C. D 1–2   | Não avançou            | Não avançou            | Não avançou            | Não avançou            | Não avançou |
| Doris Piché              | Simples |                                     | INA S. Susanti D 0–2   | Não avançou            | Não avançou            | Não avançou            | Não avançou            | Não avançou |
| Denyse Julien Si-An Deng | Duplas  | NZL R. Robertson – T. Jenkins D 0–2 | Não avançou            | Não avançou            | Não avançou            | Não avançou            | Não avançou            | Não avançou |

Misto
| Atleta                    | Evento | Fase de 64             | Fase de 32                        | Fase de 16                  | Quartas                | Semifinais             | Final                  | Final       |
| Atleta                    | Evento | Adversário e resultado | Adversário e resultado            | Adversário e resultado      | Adversário e resultado | Adversário e resultado | Adversário e resultado | Pos.        |
| ------------------------- | ------ | ---------------------- | --------------------------------- | --------------------------- | ---------------------- | ---------------------- | ---------------------- | ----------- |
| Denyse Julien Darryl Yung | Duplas |                        | AUS A. Hardy – P. Stevenson V 2–0 | CHN Peng X. – Chen X. D 0–2 | Não avançou            | Não avançou            | Não avançou            | Não avançou |
| Doris Piché Iain Sydie    | Duplas |                        | KOR Na G-M. – Park J-B. D 0–2     | Não avançou                 | Não avançou            | Não avançou            | Não avançou            | Não avançou |
| Si-An Deng Anil Kaul      | Duplas |                        | CHN Sun M. – Liu J. D 0–2         | Não avançou                 | Não avançou            | Não avançou            | Não avançou            | Não avançou |

### Basquetebol
Feminino
| Equipe | Fase de grupos                                                                               | Fase de grupos | Quartas-de-final       | Semifinal                                             | Final                                   | Pos. |
| Equipe | Adversário e resultado                                                                       | Pos.           | Adversário e resultado | Adversário e resultado                                | Adversário e resultado                  | Pos. |
| --- | -------------------------------------------------------------------------------------------- | -------------- | ---------------------- | ----------------------------------------------------- | --------------------------------------- | ---- |
| Bev Smith Karla Karch-Gailus Camille Thompson Sue Stewart Shawna Molcak Jodi Evans Cynthia Johnston Dianne Norman Martina Jerant Kelly Boucher Andrea Blackwell Marlelynn Lange-Harris | BRA Brasil D 56–69 ITA Itália D 54–59 CHN China D 49–61 RUS Rússia D 49–68 JPN Japão D 85–95 | 6º (gr. A)     |                        | Disputa do 9º ao 12º lugar: KOR Coreia do Sul D 79–88 | Disputa do 11º lugar: ZAI Zaire V 88–46 | 11º  |

### Boxe
| Atleta             | Peso               | Fase de 32               | Oitavas-de-final        | Quartas-de-final       | Semifinais             | Final                  | Final            |
| Atleta             | Peso               | Adversário e resultado   | Adversário e resultado  | Adversário e resultado | Adversário e resultado | Adversário e resultado | Pos.             |
| ------------------ | ------------------ | ------------------------ | ----------------------- | ---------------------- | ---------------------- | ---------------------- | ---------------- |
| Domenic Figliomeni | Mosca-ligeiro      | COL B. Mendoza D 1–12    | Não avançou             | Não avançou            | Não avançou            | Não avançou            | =17º             |
| Claude Lambert     | Galo               | THA K. Vichai D 2–12     | Não avançou             | Não avançou            | Não avançou            | Não avançou            | =17º             |
| Casey Patton       | Pena               | RSA P. Ndou D RSC Rd 2   | Não avançou             | Não avançou            | Não avançou            | Não avançou            | =17º             |
| Mike Strange       | Leve               | MEX F. Martínez V 15–1   | ARM M. Ghazaryan V 16–7 | BUL T. Tonchev D 10–16 | Não avançou            | Não avançou            | =5º              |
| Phil Boudreault    | Meio-médio-ligeiro | TAN R. Matumla V 16–12   | RUS E. Zakharov D 9–11  | Não avançou            | Não avançou            | Não avançou            | =9º              |
| Hercules Kyvelos   | Meio-médio         | TUN K. Chater D 4–(+4)   | Não avançou             | Não avançou            | Não avançou            | Não avançou            | =17º             |
| Nick Farrell       | Supermédio         | KAZ Y. Ibraimov D 4–15   | Não avançou             | Não avançou            | Não avançou            | Não avançou            | =17º             |
| Randall Thompson   | Médio              | IRL B. Magee D 5–13      | Não avançou             | Não avançou            | Não avançou            | Não avançou            | =17º             |
| Troy Amos-Ross     | Meio-pesado        | SEY R. Raforme V KO Rd 2 | CMR P. Mbongo V 7–3     | KAZ V. Zhirov D 8–14   | Não avançou            | Não avançou            | =5º              |
| David Defiagbon    | Pesado             |                          | KEN A. Omari V 15–4     | FRA C. Mendy V DQ Rd 3 | USA N. Jones V 16–10   | CUB F. Savón D 2–20    | Medalha de prata |

### Canoagem de velocidade
Masculino
| Atleta                                              | Evento     | Eliminatórias | Eliminatórias | Repescagem | Repescagem | Semifinais  | Semifinais  | Final       | Final       |
| Atleta                                              | Evento     | Res.          | Pos.          | Res.       | Pos.       | Res.        | Pos.        | Res.        | Pos.        |
| --------------------------------------------------- | ---------- | ------------- | ------------- | ---------- | ---------- | ----------- | ----------- | ----------- | ----------- |
| Renn Crichlow                                       | K-1 500 m  | 1:42.652      | 4º/bat. 2     | 1:43.055   | 2º/bat. 2  | 1:41.749    | 6º/bat. 1   | Não avançou | Não avançou |
| Erik Gervais                                        | K-1 1000 m | 4:01.707      | 7º/bat. 1     | 4:08.743   | 6º/bat. 1  | Não avançou | Não avançou | Não avançou | Não avançou |
| Mihai Apostol Peter Giles Liam Jewell Renn Crichlow | K-4 1000 m | 3:15.208      | 5º/bat. 1     |            |            | 3:01.307    | 2º/bat. 1   | 2:56.664    | 7º          |
| Steve Giles                                         | C-1 500 m  | 1:53.803      | 3º/bat. 1     |            |            | 1:51.614    | 1º/bat. 2   | 1:53.326    | 8º          |
| Gavin Maxwell                                       | C-1 1000 m | 4:36.971      | 6º/bat. 2     |            |            | 4:27.721    | 6º/bat. 1   | Não avançou | Não avançou |
| Attila Buday Tamas Buday, Jr.                       | C-2 500 m  | 1:47.551      | 5º/bat. 1     | 1:49.820   | 1º/bat. 1  | 1:44.213    | 6º/bat. 1   | Não avançou | Não avançou |
| Steve Giles Dan Howe                                | C-2 1000 m | 4:33.613      | 7º/bat. 1     |            |            | 3:45.077    | 1º/bat. 1   | 3:46.102    | 9º          |

Feminino
| Atleta                                                                 | Evento     | Eliminatórias | Eliminatórias | Repescagem | Repescagem | Semifinais | Semifinais | Final    | Final            |
| Atleta                                                                 | Evento     | Res.          | Pos.          | Res.       | Pos.       | Res.       | Pos.       | Res.     | Pos.             |
| ---------------------------------------------------------------------- | ---------- | ------------- | ------------- | ---------- | ---------- | ---------- | ---------- | -------- | ---------------- |
| Caroline Brunet                                                        | K-1 500 m  | 1:53.024      | 2º/bat. 2     |            |            | 1:49.575   | 2º/bat. 2  | 1:47.891 | Medalha de prata |
| Marie-Josée Gibeau-Ouimet Corrina Kennedy                              | K-2 500 m  | 1:44.685      | 3º/bat. 3     |            |            | 1:44.461   | 4º/bat. 1  | 1:41.313 | 5º               |
| Marie-Josée Gibeau-Ouimet Alison Herst Klara MacAskill Corrina Kennedy | K-4 1000 m | 1:39.691      | 3º/bat. 2     |            |            | 1:38.712   | 1º/bat. 1  | 1:33.093 | 5º               |

### Canoagem slalom
Masculino
| Atleta                              | Evento | Descida 1 | Descida 1 | Descida 1 | Descida 2 | Descida 2 | Descida 2 | Res.   | Pos. |
| Atleta                              | Evento | Tempo     | Pontos    | Total     | Tempo     | Pontos    | Total     | Res.   | Pos. |
| ----------------------------------- | ------ | --------- | --------- | --------- | --------- | --------- | --------- | ------ | ---- |
| David Ford                          | K-1    | 149.23    | 0         | 149.23    | 145.83    | 50        | 195.83    | 149.23 | 15º  |
| Larry Norman                        | C-1    | 176.57    | 10        | 186.57    | 170.12    | 0         | 170.12    | 170.12 | 18º  |
| Benoît Gauthier François Letourneau | C-2    | 164.83    | 15        | 179.83    | 167.67    | 5         | 172.67    | 172.67 | 8º   |

Feminino
| Atleta            | Evento | Descida 1 | Descida 1 | Descida 1 | Descida 2 | Descida 2 | Descida 2 | Res.   | Pos. |
| Atleta            | Evento | Tempo     | Pontos    | Total     | Tempo     | Pontos    | Total     | Res.   | Pos. |
| ----------------- | ------ | --------- | --------- | --------- | --------- | --------- | --------- | ------ | ---- |
| Margaret Langford | K-1    | 178.49    | 15        | 193.49    | 168.59    | 5         | 173.59    | 173.59 | 8º   |
| Sheryl Boyle      | K-1    | 227.89    | 15        | 242.89    | 194.41    | 50        | 244.41    | 242.89 | 27º  |

### Ciclismo de estrada
Masculino
| Atleta         | Evento             | Final           | Final |
| Atleta         | Evento             | Tempo           | Pos.  |
| -------------- | ------------------ | --------------- | ----- |
| Steve Bauer    | Corrida em estrada | +2:49           | 41º   |
| Michael Barry  | Corrida em estrada | +2:51           | 64º   |
| Gord Fraser    | Corrida em estrada | +2:53           | 75º   |
| Eric Wohlberg  | Corrida em estrada | +2:54           | 80º   |
| Jacques Landry | Corrida em estrada | +2:55           | 88º   |
| Eric Wohlberg  | Contra o relógio   | 1:10:36 (+6:31) | 26º   |

Feminino
| Atleta           | Evento             | Final            | Final             |
| Atleta           | Evento             | Tempo            | Pos.              |
| ---------------- | ------------------ | ---------------- | ----------------- |
| Clara Hughes     | Corrida em estrada | +0:31            | Medalha de bronze |
| Sue Palmer-Komar | Corrida em estrada | +0:53            | 10º               |
| Linda Jackson    | Corrida em estrada | DNF              | DNF               |
| Clara Hughes     | Contra o relógio   | 00:37.13 (+0:33) | Medalha de bronze |
| Linda Jackson    | Contra o relógio   | 00:38.50 (+2:10) | 9º                |

### Ciclismo de pista
Masculino
| Atleta       | Evento     | Qualificação | Qualificação | Rodada 1                        | Rodada 2                | Oitavas-de-final       | Quartas-de-final       | Semifinal              | Final                                     | Pos.              |
| Atleta       | Evento     | Tempo        | Posição      | Adversário e resultado          | Adversário e resultado  | Adversário e resultado | Adversário e resultado | Adversário e resultado | Adversário e resultado                    | Pos.              |
| ------------ | ---------- | ------------ | ------------ | ------------------------------- | ----------------------- | ---------------------- | ---------------------- | ---------------------- | ----------------------------------------- | ----------------- |
| Curt Harnett | Velocidade | 10.176       | 3º           | NZL D. McKenzie-Potter V 11.380 | SVK P. Bazálik V 11.058 | ESP J. Moreno V 10.793 | FRA F. Magné V 2–1     | USA M. Nothstein D 0–2 | Disputa pelo bronze: AUS G. Neiwand V 2–0 | Medalha de bronze |

| Atleta       | Prova              | Pontos/Voltas | Pos.             |
| ------------ | ------------------ | ------------- | ---------------- |
| Brian Walton | Corrida por pontos | 29/0          | Medalha de prata |

Feminino
| Atleta          | Evento     | Qualificação | Qualificação | Rodada 1               | Quartas-de-final       | Semifinal              | Final                                                                   | Pos. |
| Atleta          | Evento     | Tempo        | Posição      | Adversário e resultado | Adversário e resultado | Adversário e resultado | Adversário e resultado                                                  | Pos. |
| --------------- | ---------- | ------------ | ------------ | ---------------------- | ---------------------- | ---------------------- | ----------------------------------------------------------------------- | ---- |
| Tanya Dubnicoff | Velocidade | 11.566       | 8º           | CHN Wang Y. V 12.002   | NED I. Haringa D 1–2   |                        | Classificação 5º–8º RUS O. Grishina EST E. Salumäe CHN Wang Y. D 12.416 | 8º   |

### Ciclismo Mountain Bike
Masculino
| Atleta            | Evento        | Final   | Final |
| Atleta            | Evento        | Tempo   | Pos.  |
| ----------------- | ------------- | ------- | ----- |
| Warren Sallenback | Cross-country | 2:29:57 | 13º   |
| Andreas Hestler   | Cross-country | 2:46:45 | 31º   |

Feminino
| Atleta           | Evento        | Final   | Final            |
| Atleta           | Evento        | Tempo   | Pos.             |
| ---------------- | ------------- | ------- | ---------------- |
| Alison Sydor     | Cross-country | 1:51.58 | Medalha de prata |
| Lesley Tomlinson | Cross-country | 2:01.04 | 13º              |

### Esgrima
Masculino
| Atleta                                             | Prova              | Primeira fase                | Segunda fase            | Oitavas-de-final       | Quartas-de-final       | Semifinais             | Final                  | Final |
| Atleta                                             | Prova              | Adversário e resultado       | Adversário e resultado  | Adversário e resultado | Adversário e resultado | Adversário e resultado | Adversário e resultado | Pos.  |
| -------------------------------------------------- | ------------------ | ---------------------------- | ----------------------- | ---------------------- | ---------------------- | ---------------------- | ---------------------- | ----- |
| Jean-Marc Chouinard                                | Espada individual  |                              | GER M. Strzalka D 12–15 | Não avançou            | Não avançou            | Não avançou            | Não avançou            | 19º   |
| Danek Nowosielski                                  | Espada individual  |                              | CUB I. Trevejo D 14–15  | Não avançou            | Não avançou            | Não avançou            | Não avançou            | 20º   |
| James Ransom                                       | Espada individual  | USA M. Marx D 9–15           | Não avançou             | Não avançou            | Não avançou            | Não avançou            | Não avançou            | 38º   |
| Jean-Marc Chouinard Danek Nowosielski James Ransom | Espada por equipes |                              |                         | ESP Espanha D 41–45    | Não avançou            | Não avançou            | Não avançou            | 9º    |
| Jean-Paul Banos                                    | Sabre individual   | GEO A. Lortkipanidze V 15–13 | ITA T. Terenzi D 7–15   | Não avançou            | Não avançou            | Não avançou            | Não avançou            | 29º   |
| Tony Plourde                                       | Sabre individual   | CHN Yan X. V 15–9            | HUN J. Navarrete D 9–15 | Não avançou            | Não avançou            | Não avançou            | Não avançou            | 30º   |
| Jean-Marie Banos                                   | Sabre individual   | USA T. Strzalkowski V 15–11  | RUS G. Kiriyenko D 8–15 | Não avançou            | Não avançou            | Não avançou            | Não avançou            | 31º   |
| Jean-Marie Banos Jean-Paul Banos Tony Plourde      | Sabre por equipes  |                              |                         | ESP Espanha D 25–45    | Não avançou            | Não avançou            | Não avançou            | 10º   |

### Ginástica artística
Masculino
| Atleta        | Evento           | Aparelho | Aparelho | Aparelho | Aparelho | Aparelho | Aparelho | Qualificação | Qualificação | Final       | Final       |
| Atleta        | Evento           | FX       | VT       | PB       | HB       | SR       | PH       | Total        | Pos.         | Total       | Pos.        |
| ------------- | ---------------- | -------- | -------- | -------- | -------- | -------- | -------- | ------------ | ------------ | ----------- | ----------- |
| Alan Nolet    | Individual geral | 18,400   | 18,575   | 17,875   | 18,150   | 18,150   | 17,950   | 109,100      | 56º          | Não avançou | Não avançou |
| Richard Ikeda | Individual geral | 18,050   | 18,175   | 17,075   | 17,050   | 16,250   | 18,800   | 105,400      | 63º          | Não avançou | Não avançou |
| Kris Burley   | Individual geral | 18,025   | 19,000   | 18,375   | 17,275   | 16,025   | 15,600   | 104,300      | 69º          | Não avançou | Não avançou |

Feminino
| Atleta              | Evento           | Aparelho | Aparelho | Aparelho | Aparelho | Qualificação | Qualificação | Final       | Final       |
| Atleta              | Evento           | FX       | VT       | UB       | BB       | Total        | Pos.         | Total       | Pos.        |
| ------------------- | ---------------- | -------- | -------- | -------- | -------- | ------------ | ------------ | ----------- | ----------- |
| Yvonne Tousek       | Individual geral | 18,787   | 18,750   | 18,450   | 18,787   | 74,774       | 39º          | 37,793      | 26º         |
| Jennifer Exaltacion | Individual geral | 18,262   | 18,462   | 18,524   | 18,474   | 73,722       | 54º          | Não avançou | Não avançou |
| Shanyn MacEachern   | Individual geral | 18,612   | 18,800   | 18,824   | 16,687   | 72,923       | 62º          | Não avançou | Não avançou |

### Ginástica rítmica
| Atleta          | Evento     | Qualificatória | Qualificatória | Qualificatória | Qualificatória | Qualificatória | Qualificatória | Semifinal   | Semifinal   | Semifinal   | Semifinal   | Semifinal   | Semifinal   | Final       | Final       | Final       | Final       | Final       | Final       |
| Atleta          | Evento     | Arco           | Bola           | Maças          | Fita           | Total          | Pos.           | Arco        | Bola        | Maças       | Fita        | Total       | Pos.        | Arco        | Bola        | Maças       | Fita        | Total       | Pos.        |
| --------------- | ---------- | -------------- | -------------- | -------------- | -------------- | -------------- | -------------- | ----------- | ----------- | ----------- | ----------- | ----------- | ----------- | ----------- | ----------- | ----------- | ----------- | ----------- | ----------- |
| Camille Martens | Individual | 9,333          | 8,599          | 9,316          | 9,116          | 36,364         | 33º            | Não avançou | Não avançou | Não avançou | Não avançou | Não avançou | Não avançou | Não avançou | Não avançou | Não avançou | Não avançou | Não avançou | Não avançou |

### Halterofilismo
Masculino
| Atleta         | Categoria | Arranque | Arranque | Arremesso | Arremesso | Total | Total |
| Atleta         | Categoria | Kg       | Pos.     | Kg        | Pos.      | Kg    | Pos.  |
| -------------- | --------- | -------- | -------- | --------- | --------- | ----- | ----- |
| Jean Lavertue  | Até 64 kg | 125,0    | =19º     | 145,0     | =29º      | 270,0 | 28º   |
| Serge Tremblay | Até 83 kg | 150,0    | =12º     | 177,5     | 13º       | 327,5 | 13º   |

### Hipismo
Adestramento
| Atleta                                 | Cavalo | Evento                   | Rodada 1 | Rodada 1 | Rodada 2    | Rodada 2    | Rodada 3    | Rodada 3    | Total       | Total       |
| Atleta                                 | Cavalo | Evento                   | Pts      | Pos.     | Pts         | Pos.        | Pts         | Pos.        | Pts         | Pos.        |
| -------------------------------------- | ------ | ------------------------ | -------- | -------- | ----------- | ----------- | ----------- | ----------- | ----------- | ----------- |
| Leonie Bramall                         |        | Adestramento individual  | 64,52    | 29º      | Não avançou | Não avançou | Não avançou | Não avançou | Não avançou | Não avançou |
| Evi Strasser                           |        | Adestramento individual  | 58,48    | 43º      | Não avançou | Não avançou | Não avançou | Não avançou | Não avançou | Não avançou |
| Gina Smith                             |        | Adestramento individual  | 57,36    | 44º      | Não avançou | Não avançou | Não avançou | Não avançou | Não avançou | Não avançou |
| Leonie Bramall Evi Strasser Gina Smith |        | Adestramento por equipes |          |          |             |             |             |             | 4.509       | 10º         |

CCE
| Atleta                                                                 | Cavalo | Prova          | Adestramento | Adestramento | Cross-country | Cross-country | Saltos | Saltos | Total   | Total |
| Atleta                                                                 | Cavalo | Prova          | Pen.         | Pos.         | Pts.          | Pos.          | Pen.   | Pos.   | Pen.    | Pos.  |
| ---------------------------------------------------------------------- | ------ | -------------- | ------------ | ------------ | ------------- | ------------- | ------ | ------ | ------- | ----- |
| Kelli McMullen-Temple                                                  |        | CCE individual | 55,20        | 21º          | 101,60        | 18º           | 15,00  | 14º    | 171,80  | 18º   |
| Kelli McMullen-Temple Claire Smith Stuart Young-Black Therese Washtock |        | CCE por equipe | 139,20       | 4º           | DNF           | DNF           | DNF    | DNF    | 2074,40 | 14º   |

Saltos
| Atleta                   | Cavalo | Evento            | Qualificação | Qualificação | Qualificação | Qualificação | Qualificação | Qualificação | Final       | Final       |
| Atleta                   | Cavalo | Evento            | Rodada 1     | Rodada 1     | Rodada 2     | Rodada 2     | Rodada 3     | Rodada 3     | Final       | Final       |
| Atleta                   | Cavalo | Evento            | Pen.         | Pos.         | Pen.         | Pos.         | Pen.         | Pos.         | Pen.        | Pos.        |
| ------------------------ | ------ | ----------------- | ------------ | ------------ | ------------ | ------------ | ------------ | ------------ | ----------- | ----------- |
| Ian Millar               |        | Saltos individual | 8,00         | =40º         | 12,00        | =42º         | 8,00         | =31º         | Não avançou | Não avançou |
| Mac Cone                 |        | Saltos individual | 8,25         | =50º         | 12,00        | =42º         | 12,00        | =47º         | Não avançou | Não avançou |
| Linda Southern-Heathcott |        | Saltos individual | 12,75        | 65º          | 12,00        | =42º         | 20,75        | 65º          | Não avançou | Não avançou |
| Christopher Delia        |        | Saltos individual | 8,00         | =40º         | 16,00        | =57º         | 32,00        | 70º          | Não avançou | Não avançou |

| Atleta                                                         | Cavalo | Prova             | Rodada A | Rodada A | Rodada B | Rodada B | Total | Total |
| Atleta                                                         | Cavalo | Prova             | Pen.     | Pos.     | Pen.     | Pos.     | Pen.  | Pos.  |
| -------------------------------------------------------------- | ------ | ----------------- | -------- | -------- | -------- | -------- | ----- | ----- |
| Ian Millar Mac Cone Linda Southern-Heathcott Christopher Delia |        | Saltos por equipe | 36,00    | 15º      | 40,75    | 16º      | 76,75 | 16º   |

### Judô
Masculino
| Atleta       | Categoria | Pos. |
| ------------ | --------- | ---- |
| Ewan Beaton  | -60 kg    | =33º |
| Taro Tan     | -65 kg    | =17º |
| Colin Morgan | -78 kg    | =21º |
| Nicolas Gill | -86 kg    | =7º  |
| Keith Morgan | -95 kg    | =17º |

Feminino
| Atleta              | Categoria | Pos. |
| ------------------- | --------- | ---- |
| Carolyne Lepage     | -48 kg    | =13º |
| Nathalie Gosselin   | -52 kg    | =14º |
| Marie-Josée Morneau | -56 kg    | =16º |
| Michelle Buckingham | -61 kg    | =13º |
| Niki Jenkins        | -72 kg    | =13º |
| Nancy Filteau       | +72 kg    | =9º  |

### Lutas
Masculino
| Atleta           | Categoria                   | Fase de 32                  | Oitavas-de-final                                            | Quartas-de-final                                              | Semifinais             | Final                                            | Final            |
| Atleta           | Categoria                   | Adversário e resultado      | Adversário e resultado                                      | Adversário e resultado                                        | Adversário e resultado | Adversário e resultado                           | Pos.             |
| ---------------- | --------------------------- | --------------------------- | ----------------------------------------------------------- | ------------------------------------------------------------- | ---------------------- | ------------------------------------------------ | ---------------- |
| Ainsley Robinson | Greco-romana até 62 kg      | USA D. Zuniga D 2–3         | Repescagem: KOR Choi S-S. D 0–7                             | Não avançou                                                   | Não avançou            | Não avançou                                      | 18º              |
| Colin Daynes     | Greco-romana até 68 kg      | UZB G. Pulyayev D 0–12      | Repescagem: MAR A. Kandafil V 5–4 ARM S. Manukyan D 3–9     | Não avançou                                                   | Não avançou            | Não avançou                                      | 14º              |
| Doug Cox         | Greco-romana até 90 kg      | YUG G. Kasum D 0–3          | Repescagem: BIH F-D. Hodžić D 2–5                           | Não avançou                                                   | Não avançou            | Não avançou                                      | 19º              |
| Colbie Bell      | Greco-romana até 100 kg     | CUB H. Milián D 0–12        | Repescagem: GEO B. Gogitidze D 0–3                          | Não avançou                                                   | Não avançou            | Não avançou                                      | =17º             |
| Yogi Johl        | Greco-romana mais de 100 kg | EST H. Hallik D 0–0 (jury)  | Repescagem: ROU G. Amariei V 3–1 TJK R. Dgvareli D 0–2      | Não avançou                                                   | Não avançou            | Não avançou                                      | 13º              |
| Paul Ragusa      | Livre até 48 kg             | MGL S. Luvsan–Ishiin D 1–7  | Repescagem: RUS V. Orudzhov D 0–12                          | Não avançou                                                   | Não avançou            | Não avançou                                      | 16º              |
| Greg Woodcroft   | Livre até 52 kg             | KAZ M. Mamyrov D 0–10       | Repescagem: AUS G. Fitzgerald V 6–0 (F) SVK R. Kollar V 6–3 | Repescagem: USA L. Rosselli V W.O. TUR M. Topaktaş D 1–13     |                        | Disputa pelo 7º lugar: UZB A. Akhilov D 0–11     | 8º               |
| Guivi Sissaouri  | Livre até 57 kg             | MGL T. Tserenbaataryn V 8–3 | RUS B. Umakhanov V 1–1 (jury)                               | UZB D. Zakhartdinov V 8–0                                     | MKD Š. Trstena V 4–1   | USA K. Cross D 3–5                               | Medalha de prata |
| Marty Calder     | Livre até 62 kg             | GER J. Scheibe D 2–4        | Repescagem: SUI M. Müller V 6–0 PUR A. Nieves V 3–0         | Repescagem: CYP A. Parsekian V 10–4 JPN T. Wada D 3–7         |                        | Disputa pelo 7º lugar: UZB R. Islamov V 9–0      | 7º               |
| Craig Roberts    | Livre até 68 kg             | AUS R. Weiss V 12–2         | USA T. Saunders D 1–3                                       | Repescagem: BLR O. Gogol D 0–4                                | Não avançou            | Não avançou                                      | 12º              |
| David Hohl       | Livre até 74 kg             | UZB B. Budayev D 3–4        | Repescagem: AUS R. Ozoline V 11–5 CMR A. Avon Blume V 10–0  | Repescagem: GER A. Leipold D 2–10                             | Não avançou            | Não avançou                                      | 9º               |
| Scott Bianco     | Livre até 90 kg             | KAZ I. Bayramukov D 2–5     | Repescagem: POL R. Kostecki V 3–2 NGR V. Kodei D 0–7        | Não avançou                                                   | Não avançou            | Não avançou                                      | 15º              |
| Oleg Ladik       | Livre até 100 kg            | ALB S. Troplini V 7–0 (F)   | POL M. Garmulewicz D 0–3                                    | Repescagem: RUS L. Khabelovi V W.O. UKR S. Murtazaliyev D 1–4 |                        | Disputa pelo 7º lugar: UKR S. Murtazaliyev D 1–3 | 8º               |
| Andy Borodow     | Livre mais de 100 kg        | USA B. Baumgartner D 0–10   | Repescagem: KAZ I. Klimov V 5–3 GRE P. Bourdoulis D 0–1     | Não avançou                                                   | Não avançou            | Não avançou                                      | 14º              |

### Nado sincronizado
| Atletas | Evento  | Rotina técnica | Rotina técnica | Rotina livre | Rotina livre | Rotina livre | Rotina livre     |
| Atletas | Evento  | Pts            | Pos.           | Pts          | Pos.         | Pts final    | Posição          |
| --- | ------- | -------------- | -------------- | ------------ | ------------ | ------------ | ---------------- |
| Christine Larsen Karen Clark Sylvie Fréchette Janice Bremner Karen Fonteyne Valérie Hould-Marchand Erin Woodley Cari Read Lisa Alexander | Equipes | 97,933         | 2º             | 98,600       | 2º           | 98,367       | Medalha de prata |

### Natação
Masculino
| Atleta                                                          | Evento                    | Eliminatórias | Eliminatórias | Final            | Final             |
| Atleta                                                          | Evento                    | Res.          | Pos.          | Res.             | Pos.              |
| --------------------------------------------------------------- | ------------------------- | ------------- | ------------- | ---------------- | ----------------- |
| Hugues Legault                                                  | 50 m livre                | 23.63         | 39º           | Não avançou      | Não avançou       |
| Stephen Clarke                                                  | 100 m livre               | 50.14         | 1º/bat. 7     | Final B: 50.45   | 7º                |
| Stephen Clarke                                                  | 100 m borboleta           | 53.41         | 1º/bat. 6     | 53.33            | 7º                |
| Robert Braknis                                                  | 100 m costas              | 56.14         | 3º/bat. 6     | Final B: 57.00   | 8º                |
| Chris Renaud                                                    | 100 m costas              | 56.52         | 7º/bat. 6     | Não avançou      | Não avançou       |
| Chris Renaud                                                    | 200 m costas              | 2:02.48       | 6º/bat. 5     | Final B: 2:01.70 | 2º                |
| Jonathan Cleveland                                              | 100 m peito               | 1:03.14       | 23º           | Não avançou      | Não avançou       |
| Jonathan Cleveland                                              | 200 m peito               | 2:16.08       | 6º/bat. 5     | Final B: 2:16.39 | 7º                |
| Edward Parenti                                                  | 100 m borboleta           | 54.03         | 7º/bat. 7     | Final B: 54.19   | 7º                |
| Casey Barrett                                                   | 200 m borboleta           | 2:00.28       | 5º/bat. 4     | Final B: 1:59.72 | 3º                |
| Curtis Myden                                                    | 200 m medley              | 2:01.50       | 2º/bat. 5     | 2:01.13          | Medalha de bronze |
| Curtis Myden                                                    | 400 m medley              | 4:18.43       | 4º/bat. 4     | 4:16.28          | Medalha de bronze |
| Robert Braknis Jonathan Cleveland Edward Parenti Stephen Clarke | Revezamento 4x100 m livre | 3:42.95       | 12º           | Não avançou      | Não avançou       |

Feminino
| Atleta                                                                                         | Evento                     | Eliminatórias | Eliminatórias | Final            | Final            |
| Atleta                                                                                         | Evento                     | Res.          | Pos.          | Res.             | Pos.             |
| ---------------------------------------------------------------------------------------------- | -------------------------- | ------------- | ------------- | ---------------- | ---------------- |
| Martine Dessureault                                                                            | 50 m livre                 | 26.44         | 26º           | Não avançou      | Não avançou      |
| Laura Nicholls                                                                                 | 50 m livre                 | 26.52         | =29º          | Não avançou      | Não avançou      |
| Shannon Shakespeare                                                                            | 100 m livre                | 56.63         | 17º           | Não avançou      | Não avançou      |
| Joanne Malar                                                                                   | 200 m livre                | 2:03.53       | 16º           | Não avançou      | Não avançou      |
| Joanne Malar                                                                                   | 200 m medley               | 2:16.34       | 2º/bat. 4     | 2:15.30          | 4º               |
| Joanne Malar                                                                                   | 400 m medley               | 4:47.85       | 3º/bat. 2     | Final B: 4:46.34 | 1º               |
| Andrea Schwartz                                                                                | 400 m livre                | 4:19.46       | 20º           | Não avançou      | Não avançou      |
| Andrea Schwartz                                                                                | 200 m borboleta            | 2:13.33       | 4º/bat. 5     | Final B: 2:14.07 | 7º               |
| Nicole Dryden                                                                                  | 800 m livre                | 8:47.19       | 14º           | Não avançou      | Não avançou      |
| Stephanie Richardson                                                                           | 800 m livre                | 8:52.61       | 19º           | Não avançou      | Não avançou      |
| Julie Howard                                                                                   | 100 m costas               | 1:03.84       | 5º/bat. 5     | Final B: 1:04.01 | 7º               |
| Julie Howard                                                                                   | 200 m costas               | 2:17.25       | 20º           | Não avançou      | Não avançou      |
| Guylaine Cloutier                                                                              | 100 m peito                | 1:09.72       | 3º/bat. 5     | 1:09.40          | 6º               |
| Lisa Flood                                                                                     | 100 m peito                | 1:10.26       | 5º/bat. 5     | Final B: 1:10.21 | 2º               |
| Christin Petelski                                                                              | 200 m peito                | 2:30.30       | 4º/bat. 6     | 2:31.45          | 8º               |
| Riley Mants                                                                                    | 200 m peito                | 2:32.97       | 19º           | Não avançou      | Não avançou      |
| Sarah Evanetz                                                                                  | 100 m borboleta            | 1:01.32       | 5º/bat. 6     | Final B: 1:01.44 | 7º               |
| Jessica Amey                                                                                   | 100 m borboleta            | 1:02.81       | 25º           | Não avançou      | Não avançou      |
| Jessica Deglau                                                                                 | 200 m borboleta            | 2:12.48       | 3º/bat. 3     | 2:11.40          | 6º               |
| Marianne Limpert                                                                               | 200 m medley               | 2:15.12       | 1º/bat. 4     | 2:14.35          | Medalha de prata |
| Nancy Sweetnam                                                                                 | 200 m medley               | 4:48.56       | 5º/bat. 4     | Final B: 4:47.55 | 3º               |
| Shannon Shakespeare Julie Howard Andrea Moody Marianne Limpert                                 | Revezamento 4x100 m livre  | 3:45.66       | 3º/bat. 3     | 3:46.27          | 7º               |
| Marianne Limpert Shannon Shakespeare Andrea Schwartz Jessica Deglau Joanne Malar Sophie Simard | Revezamento 4x200 m livre  | 8:12.03       | 2º/bat. 2     | 8:08.16          | 5º               |
| Julie Howard Guylaine Cloutier Sarah Evanetz Shannon Shakespeare                               | Revezamento 4x100 m medley | 4:09.50       | 2º/bat. 2     | 4:08.29          | 5º               |

### Remo
Masculino
| Atleta | Evento          | Eliminatórias | Eliminatórias | Repescagem | Repescagem | Semifinais | Semifinais | Final   | Final   | Posição          |
| Atleta | Evento          | Res.          | Pos.          | Res.       | Pos.       | Res.       | Pos.       | Res.    | Pos.    | Posição          |
| --- | --------------- | ------------- | ------------- | ---------- | ---------- | ---------- | ---------- | ------- | ------- | ---------------- |
| Derek Porter-Nesbitt                                                                                              | Skiff simples   | 7:31.75       | 1º/bat. 2 (S) |            |            | 7:14.91    | 2º/bat. 1  | 6:47.45 | 2º      | Medalha de prata |
| Michael Forgeron Todd Hallett                                                                                     | Skiff duplo     | 6:48.03       | 2º/bat. 4 (R) | 6:51.93    | 1º/bat. 4  | 6:46.35    | 4º/bat. 1  | 6:18.37 | 1º (FB) | 7º               |
| Jeffrey Lay Dave Boyes Gavin Hassett Brian Peaker                                                                 | Quatro sem leve | 6:18.55       | 1º/bat. 2 (S) |            |            | 6:10.38    | 2º/bat. 2  | 6:10.13 | 2º      | Medalha de prata |
| Greg Stevenson Phil Graham Henry Hering Mark Platt Darren Barber Andy Crosby Scott Brodie Adam Parfitt Pat Newman | Oito com        | 5:44.00       | 2º/bat. 1 (R) | 5:30.76    | 1º/bat. 1  |            |            | 5:46.54 | 4º      | 4º               |

Feminino
| Atleta | Evento           | Eliminatórias | Eliminatórias | Repescagem | Repescagem | Semifinais | Semifinais | Final   | Final   | Posição           |
| Atleta | Evento           | Res.          | Pos.          | Res.       | Pos.       | Res.       | Pos.       | Res.    | Pos.    | Posição           |
| --- | ---------------- | ------------- | ------------- | ---------- | ---------- | ---------- | ---------- | ------- | ------- | ----------------- |
| Silken Laumann | Skiff simples    | 8:10.57       | 2º/bat. 3 (R) | 8:28.88    | 1º/bat. 3  | 7:57.68    | 1º/bat. 1  | 7:35.15 | 2º      | Medalha de prata  |
| Marnie McBean Kathleen Heddle | Skiff duplo      | 7:23.07       | 1º/bat. 1 (S) |            |            | 7:11.21    | 1º/bat. 1  | 6:56.84 | 1º      | Medalha de ouro   |
| Emma Robinson Anna van der Kamp | Dois sem         | 7:38.98       | 2º/bat. 3 (S) |            |            | 7:32.02    | 2º/bat. 2  | 7:12.27 | 5º      | 5º                |
| Colleen Miller Wendy Wiebe | Skiff duplo leve | 7:41.20       | 3º/bat. 3 (R) | 7:02.54    | 2º/bat. 2  | 7:27.19    | 5º/bat. 2  | 7:03.87 | 1º (FB) | 7º                |
| Laryssa Biesenthal Marnie McBean Diane O'Grady Kathleen Heddle                                                                     | Skiff quádruplo  | 6:39.32       | 1º/bat. 1 (F) |            |            |            |            | 6:30.38 | 3º      | Medalha de bronze |
| Heather McDermid Tosha Tsang Maria Maunder Alison Korn Emma Robinson Anna van der Kamp Jessica Monroe Theresa Luke Lesley Thompson | Oito com         | 6:29.08       | 2º/bat. 2 (R) | 6:06.49    | 2º/bat. 1  |            |            | 6:24.05 | 2º      | Medalha de prata  |

### Saltos ornamentais
Masculino
| Atleta           | Evento        | Preliminar | Preliminar | Semifinal   | Semifinal   | Final       | Final       |
| Atleta           | Evento        | Pontos     | Pos.       | Pontos      | Pos.        | Pontos      | Pos.        |
| ---------------- | ------------- | ---------- | ---------- | ----------- | ----------- | ----------- | ----------- |
| Philippe Comtois | Trampolim 3 m | 357,75     | 14º        | 551,28      | 16º         | Não avançou | Não avançou |
| David Bédard     | Trampolim 3 m | 342,33     | 19º        | Não avançou | Não avançou | Não avançou | Não avançou |

Feminino
| Atleta          | Evento          | Preliminar | Preliminar | Semifinal   | Semifinal   | Final       | Final             |
| Atleta          | Evento          | Pontos     | Pos.       | Pontos      | Pos.        | Pontos      | Pos.              |
| --------------- | --------------- | ---------- | ---------- | ----------- | ----------- | ----------- | ----------------- |
| Annie Pelletier | Trampolim 3 m   | 236,58     | 17º        | 455,34      | 12º         | 509,64      | Medalha de bronze |
| Eryn Bulmer     | Trampolim 3 m   | 226,74     | 21º        | Não avançou | Não avançou | Não avançou | Não avançou       |
| Paige Gordon    | Plataforma 10 m | 242,13     | 21º        | Não avançou | Não avançou | Não avançou | Não avançou       |
| Anne Montminy   | Plataforma 10 m | 229,32     | 24º        | Não avançou | Não avançou | Não avançou | Não avançou       |

### Softbol
Feminino
| Equipe | Primeira fase | Primeira fase | Semifinal              | Final                  | Pos. |
| Equipe | Adversário e resultado | Pos.          | Adversário e resultado | Adversário e resultado | Pos. |
| --- | --- | ------------- | ---------------------- | ---------------------- | ---- |
| Sandy Beasley Juanita Clayton Karen Doell Carrie Flemmer Kelly Kelland Kara McGaw Pauline Maurice Candace Murray Christine Parris Lori Sippel Karen Snelgrove Debbie Sonnenberg Alecia Stephenson Colleen Thorburn-Smith Carmie Vairo | TPE Taipé Chinês V 2–1 PUR Porto Rico V 4–0 CHN China D 1–2 JPN Japão D 0–4 USA Estados Unidos D 2–4 NED Países Baixos V 4–1 AUS Austrália D 2–5 | 5º            | Não avançou            | Não avançou            | 5º   |

### Tênis
Masculino
| Atleta                      | Evento  | Primeira fase          | Segunda fase                   | Oitavas-de-final               | Quartas-de-final       | Semifinais             | Final                  | Final |
| Atleta                      | Evento  | Adversário e resultado | Adversário e resultado         | Adversário e resultado         | Adversário e resultado | Adversário e resultado | Adversário e resultado | Pos.  |
| --------------------------- | ------- | ---------------------- | ------------------------------ | ------------------------------ | ---------------------- | ---------------------- | ---------------------- | ----- |
| Daniel Nestor               | Simples | ARM S. Sargsyan D 0–2  | Não avançou                    | Não avançou                    | Não avançou            | Não avançou            | Não avançou            | =33º  |
| Sébastien Lareau            | Simples | ESP A. Costa D 0–2     | Não avançou                    | Não avançou                    | Não avançou            | Não avançou            | Não avançou            | =33º  |
| Grant Connell Daniel Nestor | Duplas  |                        | IRL S. Barron – O. Casey V 2–0 | GBR N. Broad – T. Henman D 1–2 | Não avançou            | Não avançou            | Não avançou            | =9º   |

Feminino
| Atleta                                | Evento  | Primeira fase          | Segunda fase                         | Oitavas-de-final                           | Quartas-de-final                 | Semifinais             | Final                  | Final |
| Atleta                                | Evento  | Adversário e resultado | Adversário e resultado               | Adversário e resultado                     | Adversário e resultado           | Adversário e resultado | Adversário e resultado | Pos.  |
| ------------------------------------- | ------- | ---------------------- | ------------------------------------ | ------------------------------------------ | -------------------------------- | ---------------------- | ---------------------- | ----- |
| Patricia Hy-Boulais                   | Simples | ITA R. Grande V 2–0    | USA M. Seles D 0–2                   | Não avançou                                | Não avançou                      | Não avançou            | Não avançou            | =17º  |
| Jana Nejedly                          | Simples | SVK R. Zrubáková D 0–2 | Não avançou                          | Não avançou                                | Não avançou                      | Não avançou            | Não avançou            | =33º  |
| Jill Hetherington Patricia Hy-Boulais | Duplas  |                        | JPN K. Nagatsuka – A. Sugiyama V 2–0 | BLR O. Barabanshchikova – N. Zvereva V 2–1 | CZE J. Novotná – H. Suková D 0–2 | Não avançou            | Não avançou            | =5º   |

### Tênis de mesa
Masculino
| Atleta              | Prova      | Primeira fase                                                                                         | Primeira fase | Oitavas-de-final       | Quartas-de-final       | Semifinais             | Final                  | Final |
| Atleta              | Prova      | Adversários e resultados                                                                              | Pos.          | Adversário e resultado | Adversário e resultado | Adversário e resultado | Adversário e resultado | Pos.  |
| ------------------- | ---------- | --- | ------------- | ---------------------- | ---------------------- | ---------------------- | ---------------------- | ----- |
| Johnny Huang        | Individual | NGR S. Olaleye V 2–0 USA D. Zhuang V 2–0 GBR X. Chen V 2–0                                            | 1º (gr. M)    | SWE J-O. Waldner V 3–1 | CHN Liu G. D 1–3       | Não avançou            | Não avançou            | =5º   |
| Joe Ng              | Individual | JPN K. Matsushita D 0–2 POL A. Grubba D 0–2 INA A. Suseno D 0–2                                       | 4º (gr. O)    | Não avançou            | Não avançou            | Não avançou            | Não avançou            | =49º  |
| Joe Ng Johnny Huang | Duplas     | AUT K. Jindrak – W. Schlager D 0–2 GER J. Roßkopf – S. Fetzner D 0–2 BRA G. Peixoto – H. Hoyama V 2–0 | 3º (gr. E)    |                        | Não avançou            | Não avançou            | Não avançou            | =17º  |

Feminino
| Atleta                   | Prova      | Primeira fase                                                       | Primeira fase | Oitavas de final       | Quartas de final       | Semifinais             | Final                  | Final |
| Atleta                   | Prova      | Adversários e resultados                                            | Pos.          | Adversário e resultado | Adversário e resultado | Adversário e resultado | Adversário e resultado | Pos.  |
| ------------------------ | ---------- | ------------------------------------------------------------------- | ------------- | ---------------------- | ---------------------- | ---------------------- | ---------------------- | ----- |
| Lijuan Geng              | Individual | NED G. Keen V 2–0 PRK Park G-A. V 2–0                               | 1º (gr. F)    | HKG Chan TL. D 1–3     | Não avançou            | Não avançou            | Não avançou            | =9º   |
| Petra Cada               | Individual | SIN Jing JH. D 0–2 PRK Kim H-M. D 0–2 TPE Xu J. D 0–2               | 4º (gr. J)    | Não avançou            | Não avançou            | Não avançou            | Não avançou            | =49º  |
| Barbara Chiu Lijuan Geng | Duplas     | FRA E. Coubat – X-M. Wang-Dréchou D 0–2 CHN Deng Y. – Qiao H. D 0–2 | 3º (gr. A)    |                        | Não avançou            | Não avançou            | Não avançou            | =17º  |

### Tiro
Masculino
| Atleta                | Evento                 | Eliminatórias | Eliminatórias | Final       | Final       |
| Atleta                | Evento                 | Res.          | Pos.          | Res.        | Pos.        |
| --------------------- | ---------------------- | ------------- | ------------- | ----------- | ----------- |
| Jean-François Sénécal | Carabina de ar 10 m    | 583           | =30º          | Não avançou | Não avançou |
| Michel Dion           | Carabina três posições | 1145          | 43º           | Não avançou | Não avançou |
| Michel Dion           | Carabina deitado 50 m  | 592           | =30º          | Não avançou | Não avançou |
| George Leary          | Fossa olímpica         | 121           | 8º            | Não avançou | Não avançou |
| Ian Shaw              | Fossa olímpica         | 115           | =45º          | Não avançou | Não avançou |
| Kirk Reynolds         | Fossa olímpica dublê   | 135           | =12º          | Não avançou | Não avançou |
| Rod Boll              | Fossa olímpica dublê   | 130           | =19º          | Não avançou | Não avançou |
| Clayton Miller        | Skeet                  | 119           | =20º          | Não avançou | Não avançou |
| Jason Caswell         | Skeet                  | 111           | 53º           | Não avançou | Não avançou |

Feminino
| Atleta        | Evento               | Eliminatórias | Eliminatórias | Final       | Final       |
| Atleta        | Evento               | Res.          | Pos.          | Res.        | Pos.        |
| ------------- | -------------------- | ------------- | ------------- | ----------- | ----------- |
| Cynthia Meyer | Fossa olímpica dublê | 97            | =15º          | Não avançou | Não avançou |

### Tiro com arco
Masculino
| Atleta                                    | Prova      | Elim.  | Elim. | Fase de 64                   | Fase de 32             | Oitavas-de-final       | Quartas-de-final       | Semifinais             | Final                  | Final |
| Atleta                                    | Prova      | Pontos | Pos.  | Adversário e resultado       | Adversário e resultado | Adversário e resultado | Adversário e resultado | Adversário e resultado | Adversário e resultado | Pos.  |
| ----------------------------------------- | ---------- | ------ | ----- | ---------------------------- | ---------------------- | ---------------------- | ---------------------- | ---------------------- | ---------------------- | ----- |
| Jeannot Robitaille                        | Individual | 634    | 54º   | KOR Kim B-R. D 160–168       | Não avançou            | Não avançou            | Não avançou            | Não avançou            | Não avançou            | 37º   |
| Rob Rusnov                                | Individual | 645    | 43º   | SWE M. Larsson D 159–167     | Não avançou            | Não avançou            | Não avançou            | Não avançou            | Não avançou            | 38º   |
| Kevin Sally                               | Individual | 657    | 27º   | FIN T. Poikolainen D 155–158 | Não avançou            | Não avançou            | Não avançou            | Não avançou            | Não avançou            | 49º   |
| Jeannot Robitaille Rob Rusnov Kevin Sally | Equipes    | 1936   | 11º   |                              |                        | UKR Ucrânia D 225–238  | Não avançou            | Não avançou            | Não avançou            | 15º   |

### Vela
| Atleta                                   | Prova             | Regata | Regata | Regata | Regata | Regata | Regata | Regata | Regata | Regata | Regata | Regata | Pts. | Quartas-de-final       | Semifinais             | Final                  | Pos. |
| Atleta                                   | Prova             | 1      | 2      | 3      | 4      | 5      | 6      | 7      | 8      | 9      | 10     | 11     | Pts. | Adversário e resultado | Adversário e resultado | Adversário e resultado | Pos. |
| ---------------------------------------- | ----------------- | ------ | ------ | ------ | ------ | ------ | ------ | ------ | ------ | ------ | ------ | ------ | ---- | ---------------------- | ---------------------- | ---------------------- | ---- |
| Alain Bolduc                             | Mistral masculino | 38     | 10     | 18     | 13     | 22     | 17     | 8      | 18     | 11     |        |        | 95   |                        |                        |                        | 16º  |
| Caroll-Ann Alie                          | Mistral feminino  | 11     | 7      | 7      | 16     | 6      | 10     | 2      | 14     | OCS    |        |        | 57   |                        |                        |                        | 12º  |
| Richard Clarke                           | Finn masculino    | 14     | 6      | 3      | 10     | OCS    | 28     | 3      | 17     | 21     | 1      | CAN    | 75   |                        |                        |                        | 9º   |
| Tine Moberg-Parker                       | Europa feminino   | 4      | 15     | 9      | 3      | 12     | DSQ    | 17     | 19     | 22     | 8      | 7      | 94   |                        |                        |                        | 13º  |
| Paul Hannam Brian Storey                 | 470 masculino     | 10     | 21     | 12     | 23     | 21     | 29     | 20     | 37     | 13     | 11     | 4      | 135  |                        |                        |                        | 20º  |
| Leigh Andrew-Pearson Penny Stamper-Davis | 470 feminino      | 23     | 1      | 3      | 20     | 6      | 10     | 5      | 8      | 19     | 8      | 16     | 76   |                        |                        |                        | 9º   |
| Rod Davies                               | Laser             | 22     | OCS    | 24     | 25     | 17     | 28     | 23     | 25     | 26     | 23     | 9      | 194  |                        |                        |                        | 26º  |
| Ross MacDonald Eric Jespersen            | Star              | 26     | 26     | 3      | 18     | 7      | 8      | 11     | 5      | 23     | 7      | CAN    | 82   |                        |                        |                        | 14º  |
| Marc Peers Roy Janse                     | Tornado           | 17     | 11     | 9      | 9      | 9      | 12     | 17     | 8      | 9      | 8      | 8      | 83   |                        |                        |                        | 11º  |
| Bill Abbott Joanne Abbott Brad Boston    | Soling            | 9      | 20     | 16     | 10     | 2      | 8      | 1      | 1      | 8      | 8      |        | 47   | RUS Rússia D 0–3       | Não avançou            | Não avançou            | 5º   |

### Voleibol
Feminino
| Equipe | Fase de grupos                                                                     | Fase de grupos | Quartas-de-final       | Semifinal              | Final                  | Pos. |
| Equipe | Adversário e resultado                                                             | Pos.           | Adversário e resultado | Adversário e resultado | Adversário e resultado | Pos. |
| --- | ---------------------------------------------------------------------------------- | -------------- | ---------------------- | ---------------------- | ---------------------- | ---- |
| Diane Ratnik Josée Corbeil Katrina von Sass Brigitte Soucy Erminia Russo Michelle Sawatzky Janis Kelly Lori Ann Mundt Kathy Tough Wanda Guenette Christine Stark Kerri Ann Buchberger | CUB Cuba D 0–3 RUS Rússia D 0–3 GER Alemanha D 0–3 BRA Brasil D 0–3 PER Peru V 3–2 | 5º (gr. B)     | Não avançou            | Não avançou            | Não avançou            | =9º  |

### Voleibol de praia
Masculino
| Equipe                   | Primeira fase                     | Segunda fase                                                                    | Terceira fase                                                                  | Quarta fase                                                                     | Semifinais                         | Final                                                     | Final             |
| Equipe                   | Adversário e resultado            | Adversário e resultado                                                          | Adversário e resultado                                                         | Adversário e resultado                                                          | Adversário e resultado             | Adversário e resultado                                    | Pos.              |
| ------------------------ | --------------------------------- | ------------------------------------------------------------------------------- | ------------------------------------------------------------------------------ | ------------------------------------------------------------------------------- | ---------------------------------- | --------------------------------------------------------- | ----------------- |
| John Child Mark Heese    |                                   | ESP S. Jiménez – J. Bosma D 1–15 Repescagem: SWE T. Englén – F. Peterson V 15–2 | Repescagem: CZE M. Palinek – M. Pakosta V 15–9 GER J. Ahmann – A. Hager V 15–7 | Repescagem: CUB F. Álvarez – JM. Rosell V 15–4 ESP S. Jiménez – J. Bosma V 15–4 | USA K. Steffes – K. Kiraly D 11–15 | Disputa pelo bronze: POR M. Maia – J. Brenha V 12–5, 12–8 | Medalha de bronze |
| Edward Drakich Marc Dunn | AUS L. Zahner – J. Prosser D 6–15 | Repescagem: ITA N. Grigolo – A. Ghiurghi D 8–15                                 | Não avançou                                                                    | Não avançou                                                                     | Não avançou                        | Não avançou                                               | =17º              |

Feminino
| Equipe                             | Primeira fase                    | Segunda fase                                     | Terceira fase          | Quarta fase            | Semifinais             | Final                  | Final |
| Equipe                             | Adversário e resultado           | Adversário e resultado                           | Adversário e resultado | Adversário e resultado | Adversário e resultado | Adversário e resultado | Pos.  |
| ---------------------------------- | -------------------------------- | ------------------------------------------------ | ---------------------- | ---------------------- | ---------------------- | ---------------------- | ----- |
| Margo Malowney Barb Broen-Ouelette | INA E. Kaize – N. Rahayu D 10–15 | Repescagem: FRA B. Lesage – A. Prawerman D 13–15 | Não avançou            | Não avançou            | Não avançou            | Não avançou            | =17º  |

Legenda
| Recorde mundial      | Recorde mundial (World record)               |                       | Recorde africano                      | Recorde africano (African) |                                           | Q | Classificado por posição (Qualified) |
| Recorde olímpico     | Recorde olímpico (Olympic record)            | Recorde da América    | Recorde da América (Americas)         | q                          | Classificado por melhor tempo (Qualified) |   |                                      |
| Melhor marca do ano  | Melhor marca do ano (World leading)          | Recorde asiático      | Recorde asiático (Asian)              | DNS                        | Não largou (Did not start)                |   |                                      |
| Recorde nacional     | Recorde nacional (National record)           | Recorde europeu       | Recorde europeu (European)            | DNF                        | Não terminou (Did not finish)             |   |                                      |
| Recorde pessoal      | Recorde pessoal do atleta (Personal best)    | Recorde da Oceania    | Recorde da Oceania (Oceania)          | DSQ / DQ                   | Desclassificado (Disqualified)            |   |                                      |
| Recorde da temporada | Recorde da temporada do atleta (Season best) | Recorde sul-americano | Recorde sul-americano (South America) | NM                         | Sem marca (No mark)                       |   |                                      |

### Remo
| S | Classificado(a) para as semifinais |    |                        | FA | Final A (disputa de medalhas) |  |  | FD | Final D (sem medalhas) |
| Q | Classificado(a) para as quartas    | FB | Final B (sem medalhas) | FE | Final E (sem medalhas)        |  |  |    |                        |
| R | Classificado(a) para a repescagem  | FC | Final C (sem medalhas) | FF | Final F (sem medalhas)        |  |  |    |                        |

### Vela
| M   | Regata da Medalha da qual só participam os dez primeiros colocados das regatas anteriores  |  |  | CAN | Regata cancelada |
| BFD | Desclassificado por bandeira preta (Black Flag Disqualified)                               |  |  |     |                  |
| UFD | Desclassificado por bandeira "U" (U Flag Disqualified)                                     |  |  |     |                  |
| OCS | Largada queimada (On the Course Side of the starting line)                                 |  |  |     |                  |
| DNE | Desclassificação sem eliminação (infração a um item do regulamento da prova – Did Not End) |  |  |     |                  |